# Käthe Reichel

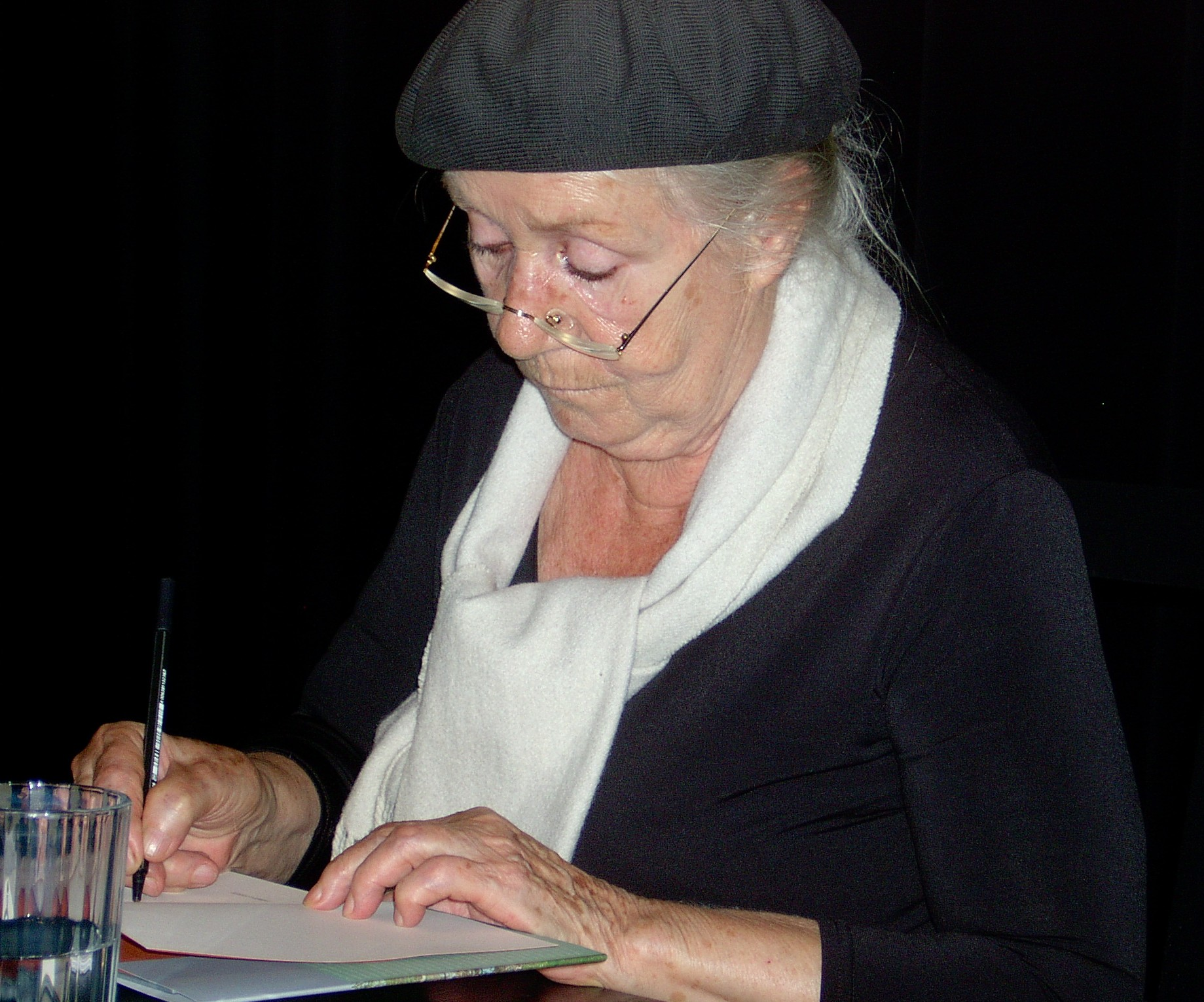
Käthe Reichel bei der Vorstellung ihres Buches Windbriefe an den Herrn b.b. am 17. August 2006

Käthe Reichel (eigentlich Waltraut Reichelt; * 3. März 1926 in Berlin; † 19. Oktober 2012 in Buckow) war eine deutsche Schauspielerin und Friedensaktivistin.

## Leben

### Herkunft und Theateranfänge
Reichel, die aus einfachen Verhältnissen stammte, wuchs in Berlin-Mitte in einem Hinterhof auf. Ihre Eltern gehörten der Arbeiterschicht an; in ihrer Jugend musste sie oft Hunger leiden. Als Kind verkaufte sie Fisch in der Markthalle. Ihr Vater wurde im KZ Dachau ermordet. Nach ihrer  Schulzeit lernte sie den Beruf einer Textilkauffrau. Im Anschluss an ihre kaufmännische Lehre begann sie ohne Schauspielausbildung mit ersten Engagements am Theater Greiz, am Gothaer Stadttheater und am Volkstheater Rostock. In der Spielzeit 1949/1950 spielte Reichel am Volkstheater Rostock die Rolle der Telefonistin in Bertolt Brechts Stück Herr Puntila und sein Knecht Matti (Gastregie: Egon Monk); Brechts Ehefrau Helene Weigel besuchte im Februar 1950 eine Aufführung der Inszenierung und machte Brecht auf die junge Schauspielerin Waltraut Reichelt aufmerksam.

### Berliner Ensemble
Im Oktober 1950 wurde Reichelt von Brecht an das Berliner Ensemble (BE) engagiert. Reichelt nannte sich fortan Käthe Reichel. Brecht erkannte ihr Talent und förderte ihre berufliche Entwicklung. Dabei entstand eine Liebesbeziehung zwischen Brecht und Reichel; sie war Brechts letzte Geliebte. Brecht schrieb für Reichel im Jahre 1950 vier Liebeslieder; die Lieder wurden im Oktober 1951 von Paul Dessau als Lied-Zyklus Vier Liebeslieder vertont. Brecht besetzte Reichel in seinem Theaterstück Die Mutter (als Dienstmädchen in Szene 13: Vor einer Vaterländischen Kupfersammelstelle); die Premiere fand im Januar 1951 unter seiner Regie statt.
Reichel trat am Berliner Ensemble in vielen Inszenierungen Brechts und Benno Bessons auf. Wichtige Rollen dort waren: Gustchen in Brechts Bearbeitung von Lenz’ Der Hofmeister (1950, Regie: Brecht/Caspar Neher), Gretchen in Urfaust (Premiere: April 1952 am Landestheater Potsdam; Übernahme ans BE ab März 1953; Regie: Egon Monk), die Titelrolle in Brecht/Seghers Der Prozess der Jeanne d’Arc zu Rouen 1431 (Premiere: November 1952; Regie: Benno Besson), Mathurine in Don Juan (Premiere: März 1954 im Theater am Schiffbauerdamm; Regie: Benno Besson), die Gouverneursfrau Natella Abaschwili in Der kaukasische Kreidekreis (1954; Regie: Bertolt Brecht) und die Doppelrolle Shen Te/Shui Ta in Der gute Mensch von Sezuan (1957; Regie: Benno Besson).

### Weitere Theaterrollen
1955 spielte sie (als Gast) an den Städtischen Bühnen Frankfurt ebenfalls die Rolle der Magd Grusche in Der kaukasische Kreidekreis. Regie führte Harry Buckwitz. In der Spielzeit 1955/1956 gastierte sie am Volkstheater Rostock als Shen Te/Shui Ta (Premiere: Januar 1956). 1956 spielte sie an den Städtischen Bühnen Wuppertal die Titelrolle in Shaws Schauspiel Die heilige Johanna; 1965 gastierte sie mit dieser Rolle nochmals im Westen, am Nationaltheater Mannheim. 1959 trat sie am Volkstheater Rostock als Polly in Brecht/Weills Die Dreigroschenoper auf. 1961 spielte sie am Schauspielhaus Stuttgart erstmals die Titelrolle in Brechts (wegen seines Antiamerikanismus auf westdeutschen Bühnen selten gespielten) Stück Die heilige Johanna der Schlachthöfe; sie wurde in der Rolle der Johanna Dark in Stuttgart ausgebuht. Im selben Jahr trat sie in dieser Rolle auch am Volkstheater Rostock auf. Ab 2000/2001 trug Reichel Brechts Johanna der Schlachthöfe in einer eigenen Lesefassung für eine Person vor.
Seit der Spielzeit 1960/1961 gehörte sie dem Ensemble des Deutschen Theaters (DT) an; dort war sie bis 2001 festes Ensemblemitglied. Zu ihren Rollen am Deutschen Theater gehörten: die Titelrolle in Minna von Barnhelm (1960; Regie: Wolfgang Langhoff), Julia in Zwei Herren aus Verona (1963), Sophie von Beeskov in dem Schauspiel 1913 von Carl Sternheim, die Nachbarin in Seán O’Caseys Theaterstück Juno und der Pfau (1972; Regie: Adolf Dresen), die Botin in Sophokles/Hölderlin/Heiner Müllers Oedipus Tyrann (1976; Regie: Benno Besson) sowie in späteren Jahren als Frau Brigitte in Der zerbrochne Krug (1990), sowie in Das Käthchen von Heilbronn (Spielzeit 1991/1992) und zuletzt in Der kaukasische Kreidekreis (1991, als Grusche neben Klaus Löwitsch als Azdak), jeweils unter der Regie von Thomas Langhoff.
1982 gastierte sie am Deutschen Schauspielhaus Hamburg. Sie übernahm, unter der Regie von Niels-Peter Rudolph, die Rolle der „Alten Frau“ in Peter Handkes dramatischem Gedicht Über die Dörfer.

### Film und Fernsehen
Ab 1951 war Reichel auch im Bereich der Film- und Fernseharbeit tätig. Ihr Filmdebüt gab sie in einer kleinen Rolle unter der Regie von Artur Pohl in dem Spielfilm Corinna Schmidt (1951), der auf Theodor Fontanes Roman Frau Jenny Treibel basierte. Erst Ende der 1950er-Jahre nahm sie ihre Filmtätigkeit wieder auf. In Die Feststellung (1958) war sie als Mechanikerin zu sehen. Fortan wirkte Reichel in mehreren Produktionen der DEFA und des DFF mit. Sie spielte meist „skurrile Gestalten [und] Volksfiguren“, die sie nicht primär realistisch, sondern stets mit einem Hauch von Verfremdung anlegte. Häufig war Reichel dabei auf prägnante Nebenrollen festgelegt: als Bäuerin Ulrike in dem Märchenfilm Wie heiratet man einen König? (1969) von Rainer Simon, als Sachbearbeiterin in Nebelnacht (1969), als Wirtin der Studentin Karin in Mein lieber Robinson (1971) von Roland Gräf und als Lucie Matewsky, genannt „Goldlucie“, in Leichensache Zernik (1972). Zu Reichels skurrilen Figuren gehörte auch ihre kleine, aber einprägsame „unverwechselbare Rolle“ als „schrille“ Frau des Schaubudenbesitzers in dem Spielfilm Die Legende von Paul und Paula (1973).
In dem Fernsehmehrteiler Daniel Druskat (1976) spielte sie ein einfaches, schlichtes Dienstmädchen mit tragikomischen Zügen; eine Rolle, in der sie die Hauptdarsteller zeitweise in den Hintergrund treten ließ.
1979/1980 hatte sie eine ihrer wenigen Film-Hauptrollen, die Titelrolle in dem Fernsehfilm Muhme Mehle. Der Film lehnt sich an die Lebensgeschichte der Kommunistin und Spionin Ruth Werner an. Reichel spielte unter der Regie von Thomas Langhoff die Rolle der einfachen, unpolitischen Kinderfrau Wilhelmine Kegelang, die im schweizerischen Hochgebirge bei einer Kundschafterin (illegale Kurierin der Kommunistischen Partei) und deren Familie arbeitet; durch ihre Redseligkeit bringt sie ihre Arbeitgeberin und deren Familienmitglieder jedoch in große Gefahr.
Eine weitere bedeutende Rolle hatte sie als Josepha Feller, die Frau des katholischen Predigers Feller, in dem Filmdrama Levins Mühle (1980). Die Filmszene, in der Reichel an der Seite von Andrzej Szalawski das Lied Hei hei hei hei japadei macht das Judchen ein Geschrei. singt, wurde bekannt. In dem Spielfilm Glück im Hinterhaus (1980) verkörperte sie die Nachbarin Frau Wolff, die frühere beste Freundin der Mutter der Praktikantin Frl. Broder.
Für ihre Rolle als Zuchthausleiterin Olser in dem Spielfilm Die Verlobte (1980) erhielt sie 1982 auf dem 2. Nationalen Spielfilmfestival der DDR den Nebendarstellerpreis. In dem DDR-Fernsehfilm Der Schimmelreiter (1984) verkörperte sie die Rolle der Hebamme Trin. In der mehrteiligen Literaturverfilmung Der Laden (1997/1998) hatte Reichel eine ihrer letzten Filmrollen.

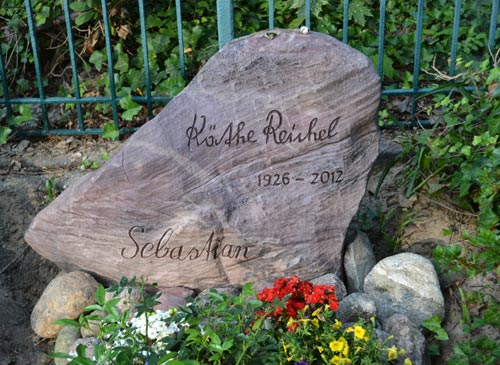
Grab von Käthe Reichel

### Späte Jahre und Tod
1994 war sie Jurorin des Alfred-Kerr-Darstellerpreises. In der im Jahr 2000 uraufgeführten Filmbiografie Abschied. Brechts letzter Sommer verkörperte die deutsche Schauspielerin Jeanette Hain Käthe Reichel.
2006 erschien das Buch Windbriefe an den Herrn b.b. Darin schreibt Reichel 45 „Windbriefe“ an Bertolt Brecht („an den Herrn b.b.“), in denen sie ungewöhnliche Arbeitsweisen und auch Marotten ihres Geliebten beschreibt. 2011 veröffentlichte sie eine Autobiographie unter dem Titel Dämmerstunde – Erzähltes aus der Kindheit.
Käthe Reichel war unverheiratet. Sie lebte nach dem Suizid ihres einzigen Sohnes (aus einer Beziehung mit dem Maler Gabriele Mucchi) allein in ihrer Wohnung in Berlin, unweit des Deutschen Theaters. Sie verstarb im Alter von 86 Jahren in ihrem Haus in Buckow. Brecht hatte das Anwesen am Buckowsee 1952 für Käthe Reichel gekauft. Am 9. November 2012 wurde sie auf dem I. Französischen Friedhof in Berlin-Mitte beigesetzt.

## Politisches Engagement

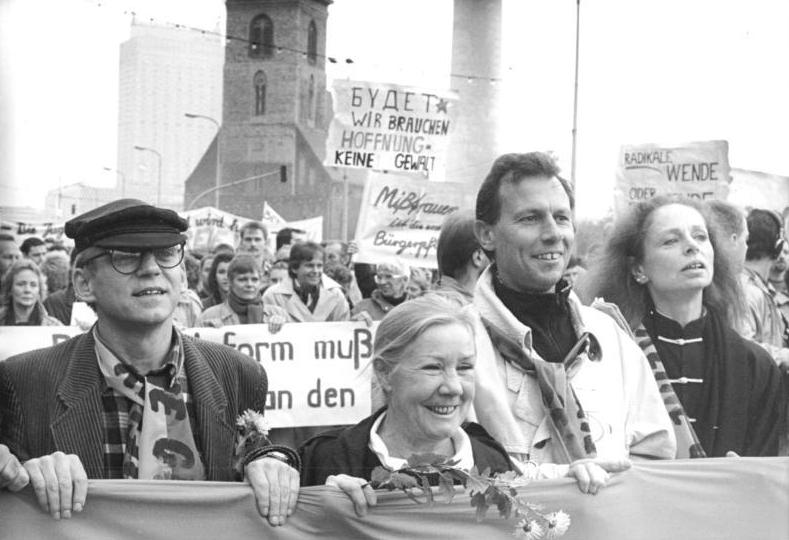
Käthe Reichel während der Alexanderplatz-Demonstration

Reichel galt in der DDR aufgrund ihrer non-konformistischen Haltung als kritische Künstlerin. Für das Ministerium für Staatssicherheit galt sie als das „konterrevolutionäre Zentrum des Deutschen Theaters.“ Über den Einmarsch der Warschauer-Pakt-Staaten in die Tschechoslowakei im Jahr 1968 äußerte sie sich kritisch in der Öffentlichkeit. 1976 unterschrieb sie einen Protest gegen die Ausbürgerung von Wolf Biermann aus der DDR. Am 4. November 1989 nahm sie an der Alexanderplatz-Demonstration teil; sie gehörte zu den Mitorganisatoren der Kundgebung. Am 5. April 1990 sprach sie im Lustgarten (Berlin) zu rund 100 000 Teilnehmern einer Demonstration gegen den Umtauschkurs 2:1 für die Mark der DDR im Rahmen der geplanten Währungs-, Wirtschafts- und Sozialunion. Am 4. November 1990 polemisierte sie gegen „Krause und Maiziere“, die das Land „verkauft, verschachert, verraten“ hätten, und warnte, dass sich das Volk des Satzes  erinnern werde, mit dem es ein Jahr zuvor einen Staat gestürzt habe: „Wir sind das Volk“. Im Januar 1991 demonstrierte sie mit einem Plakat „Mütter, versteckt Eure Söhne“ gegen den Golfkrieg. 1993 unterstützte sie den Hungerstreik von Bergleuten der vor der Schließung stehenden Kaligrube Bischofferode unter anderem mit einem offenen Brief an die Präsidentin der Treuhandanstalt Birgit Breuel. 1995/96 kritisierte sie die Kriegführung Russlands in Tschetschenien und schlug das Komitee der Soldatenmütter Russlands für den Friedensnobelpreis vor. 2006 engagierte sie sich für einen Berliner Heinrich-Heine-Preis für Peter Handke, nachdem diesem der Heinrich-Heine-Preis der Stadt Düsseldorf, für den ihn die Jury nominiert hatte, wegen seiner Haltung zu Slobodan Milošević verweigert worden war. Das 2001 gegründete Internationale Komitee (für die Verteidigung von) Slobodan Miloševic zählte Käthe Reichel zu seinen Unterstützern.

## Filmografie (Auswahl)
- 1951: Corinna Schmidt – Regie: Artur Pohl
- 1958: Die Mutter (Theateraufzeichnung)
- 1958: Die Feststellung – Regie: Herbert Fischer
- 1958: Der kaukasische Kreidekreis (Fernsehfilm) – Regie: Franz Peter Wirth
- 1969: Wie heiratet man einen König? – Regie: Rainer Simon
- 1969: Nebelnacht – Regie: Helmut Nitzschke
- 1970: Mein lieber Robinson – Regie: Roland Gräf
- 1971: Du und ich und Klein-Paris – Regie: Werner W. Wallroth
- 1971: Männer ohne Bart
- 1972: Leichensache Zernik – Regie: Helmut Nitzschke
- 1973: Die Legende von Paul und Paula – Regie: Heiner Carow
- 1974: Johannes Kepler
- 1975: Mein lieber Mann und ich (Fernsehfilm)
- 1975: Juno und der Pfau (Theateraufzeichnung)
- 1976: Daniel Druskat (Fernsehserie) – Regie: Lothar Bellag
- 1976: Das Licht auf dem Galgen – Regie: Helmut Nitzschke
- 1979: Spuk unterm Riesenrad (Fernsehserie) – Regie: Günter Meyer
- 1979: Stine (Fernsehfilm)
- 1979: Muhme Mehle (Fernsehfilm) – Regie: Thomas Langhoff
- 1979: Zünd an, es kommt die Feuerwehr – Regie: Rainer Simon
- 1980: Glück im Hinterhaus – Regie: Herrmann Zschoche
- 1980: Levins Mühle – Regie: Horst Seemann
- 1980: Die Verlobte – Regie: Günther Rücker; Günter Reisch
- 1980: Am grauen Strand, am grauen Meer (Fernsehfilm)
- 1980: Muhme Mehle (Fernsehfilm)
- 1981: Polizeiruf 110: Alptraum (Fernsehreihe) – Regie: Peter Vogel
- 1981/1988: Jadup und Boel – Regie: Rainer Simon
- 1981: Pugowitza – Regie: Jürgen Brauer
- 1982: Spuk im Hochhaus (Fernsehserie) – Regie: Günter Meyer
- 1982: Die fliegende Windmühle (Stimme)
- 1984: Ärztinnen
- 1984: Polizeiruf 110: Das vergessene Labor (Fernsehreihe) – Regie: Hans Werner
- 1984: Der Schimmelreiter (Fernsehfilm) – Regie: Klaus Gendries
- 1985: Besuch bei van Gogh
- 1988: Polizeiruf 110: Eifersucht (Fernsehreihe) – Regie: Bernd Böhlich
- 1988: Die Weihnachtsgans Auguste (Fernsehfilm) – Regie: Bodo Fürneisen
- 1989: Pestalozzis Berg – Regie: Peter von Gunten
- 1991: Zwischen Pankow und Zehlendorf – Regie: Horst Seemann
- 1991: Farßmann oder Zu Fuß in die Sackgasse – Regie: Roland Oehme
- 1992: Miraculi – Regie: Ulrich Weiß
- 1992: Die Spur des Bernsteinzimmers – Regie: Roland Gräf
- 1998: Der Laden (Fernsehfilm) – Regie: Jo Baier
- 2014: 777 – Vom Suchen[23] (Episodenfilm) – Regie: Daniel G. Schwarz
- 2014: Aus den Träumen eines Küchenmädchens (Dokumentarfilm)

## Theater
- 1953: Bertolt Brecht nach Anna Seghers: Der Prozess der Jeanne d’Arc zu Rouen 1431 (Jeanne d’Arc) – Regie: Benno Besson (Berliner Ensemble im Deutschen Theater Berlin – Kammerspiele)
- 1957: Bertolt Brecht: Der gute Mensch von Sezuan (Shen The) – Regie: Benno Besson (Berliner Ensemble)
- 1960: Erwin Strittmatter: Die Holländerbraut – Regie: Benno Besson (Deutsches Theater Berlin)
- 1962: Saul O’Hara: Inspektor Campbells letzter Fall – Regie: Wolfgang Langhoff/Lothar Bellag (Deutsches Theater Berlin – Kammerspiele)
- 1964: Carl Sternheim: 1913 (Sofie Maske) – Regie: Fritz Bornemann (Deutsches Theater Berlin – Kammerspiele)
- 1967: Friedhold Bauer: Baran oder die Leute im Dorf – Regie: Friedo Solter (Deutsches Theater Berlin – Kammerspiele)
- 1970: Claus Hammel: Le Faiseur oder Warten auf Godeau (Kleinbürgerin) – Regie: Hans Bunge/Heinz-Uwe Haus/Hans-Georg Simmgen (Deutsches Theater Berlin)
- 1978: Gerhardt Gröschke: Hochwasser (Anna) – Regie: Günter Falkenau (Deutsches Theater Berlin – Kammerspiele)
- 1981: Edward Albee: Der Amerikanische Traum – Regie: Horst Lebinsky (Deutsches Theater Berlin)
- 1984: Heinar Kipphardt: Bruder Eichmann (Jüdische Frau) – Regie: Alexander Stillmark (Deutsches Theater Berlin)
- 1990: Heinrich von Kleist: Der zerbrochne Krug (Brigitte) – Regie: Thomas Langhoff (Deutsches Theater Berlin)

## Hörspiele
- 1975: Alexei Tolstoi: Burattino (Alice, die Katze) – Regie: Dieter Scharfenberg (Kinderhörspiel – Litera)
- 1975: Iwan Bjelischew: Das eigensinnige Kätzchen (Hasenmutter) – Regie: Albrecht Surkau (Kinderhörspiel – Litera)
- 1976: Inge Meyer: Rödelstraße 14 (Kundin) – Regie. Barbara Plensat (Hörspiel aus der Reihe: Tatbestand, Folge 7 – Rundfunk der DDR)
- 1976: Andrej Platonow: Wanja, der Bär und der Fisch (Bäuerin) – Regie: Dieter Scharfenberg (Kinderhörspiel – Litera)
- 1977: Juri Trifonow: Der Tausch (Dmitrijews Mutter) – Regie: Joachim Staritz (Hörspiel – Rundfunk der DDR)
- 1977: Samuil Marschak: Das Katzenhaus (Frau Bokowitsch, eine alte Ziege) – Regie: Jürgen Schmidt (Kinderhörspiel – Litera)
- 1977: James Thurber: Walter Mittys Geheimleben (Frau Mitty) – Regie: Achim Scholz (Hörspiel – Rundfunk der DDR)
- 1978: Klaus G. Zabel: Verjährte Fristen – Regie: Achim Scholz (Kriminalhörspiel – Rundfunk der DDR)
- 1978: Phineas Taylor Barnum: Alles Humbug (Joyce Heth) – Regie: Joachim Staritz (Rundfunk der DDR)
- 1978: Isaak Babel: Maria (Agascha) – Regie: Joachim Staritz (Rundfunk der DDR)
- 1978: Helmut Bez: Jutta oder die Kinder von Damutz – Regie: Fritz Göhler (Rundfunk der DDR)
- 1978: Alexander Puschkin: Märchen vom Zaren Saltan (Erzählerin) – Regie: Dieter Scharfenberg (Kinderhörspiel – Litera)
- 1980: Elisabeth Panknin: Prinz Rosenrot und Prinzessin Lilienweiß oder die bezauberte Lilie (Drache) – Regie: Joachim Staritz (Kinderhörspiel – Rundfunk der DDR)
- 1981: Joachim Brehmer: Der Doppelgänger (Frau Walter) – Regie: Achim Scholz (Hörspiel – Rundfunk der DDR)
- 1981: Günter Eich: Träume – Regie: Peter Groeger (Hörspiel – Rundfunk der DDR)
- 1982: Peter Hacks: Das Windloch – Geschichten von Henriette und Onkel Titus (Frau Philipp) – Regie: Fritz Göhler (Kinderhörspiel – Litera)
- 1983: Hans Christian Andersen: Die Schneekönigin (Blumenfrau) – Regie: Rainer Schwarz (Kinderhörspiel – Litera)
- 1984: Albert Wendt: Vogelkopp – Regie: Norbert Speer (Kinderhörspiel – Rundfunk der DDR)
- 1984: Bertolt Brecht: Furcht und Elend des Dritten Reiches – Regie: Achim Scholz (Hörspiel – Rundfunk der DDR)
- 1984: Katrin Lange, nach den Gebrüder Grimm: Der Teufel mit den drei goldenen Haaren (Großmutter des Teufels) – Regie: Maritta Hübner (Kinderhörspiel – Litera)
- 1985: Brüder Grimm: Hans im Glück (Frau mit dem Schwein) – Regie: Norbert Speer (Kinderhörspiel – Litera)
- 1986: Wilhelm Hauff: Das kalte Herz (alte Munkin) – Regie: Rainer Schwarz (Kinderhörspiel – Litera)
- 1989: Alexej Tolstoi: Gevatter Naúm (Baba Jaga) – Regie: Rainer Schwarz (Kinderhörspiel – Litera)
- 1991: Gerhard Zwerenz: Des Meisters Schüler – Regie: Hans Gerd Krogmann (Hörspiel – Sachsen Radio)
- 2003: Dylan Thomas: Unter dem Milchwald (Mary Ann Seefahrer) – Regie: Götz Fritsch (MDR)

## Auszeichnungen
- 1978: Kunstpreis der DDR
- 1992: Verdienstorden des Landes Berlin